# 羽田武嗣郎

羽田武嗣郎の胸像（上田城跡公園）

羽田 武嗣郎（はた ぶしろう、1903年（明治36年）4月28日 - 1979年（昭和54年）8月8日）は、日本の政治家。衆議院議員。第80代内閣総理大臣を務めた羽田孜の父。

## 来歴
長野県小県郡和田村（現・長和町）に羽田貞義の三男として生まれる。福島中学（現・福島県立福島高等学校）、旧制新潟高等学校を経て、1929年に東北帝国大学法文学部卒業。東京朝日新聞社に入社し、政治部に勤務。
政治部記者から鉄道大臣秘書官となり、1937年に立憲政友会公認で第20回衆議院議員総選挙に立候補し当選。「羽田書店」を創立する。社員には後に独立してみすず書房を創業する小尾俊人らがいた。
1939年の政友会分裂に際しては中島知久平が総裁を務める政友会革新同盟（革新派、中島派）に所属。1941年、大政翼賛会中央訓練所錬成部副部長に就任する。1942年、翼賛選挙では翼賛政治体制協議会の推薦候補として当選。
戦後日本進歩党の結成に参加するが、翼賛議員だったことが原因で公職追放になる。1952年に追放解除となり政界復帰。農林政務次官、自由党政調副会長を歴任する。1955年、自由民主党に参加する。自民党では朝日新聞の先輩である緒方竹虎、石井光次郎が率いた緒方派→石井派に所属し、党副幹事長、衆議院建設委員長などを務める。
1963年、脳出血の発作に襲われる。病魔に苦しみながらも1967年の第31回総選挙に立候補し当選。しかしその後も満足な政治活動が困難になり、1969年に引退。後援会の意向もあり長男の羽田孜が後継者となった。1979年に76歳で死去。

## 人物
東北帝大では、阿部次郎に師事する。
最初に配属になった北海道札幌支局時代、農民大会に出て演説をぶち、本社に帰される羽目になり、さらに帰京の見送りの際、たまたま通りかかった代議士にアカの記者呼ばわりされたため、横っ面をひっぱたいて、東京本社のデスクだった細川隆元に叱られたというエピソードが残る。
宗教は真言宗。趣味は乗馬、読書。
住所は東京市荏原区中延町（現・東京都品川区中延）、千代田区神田駿河台。

## 家族・親族
羽田家
- 妻・とし子（1912年 - ?、長野、神津藤平の三女）[1][3]
- 長男・孜[3]（1935年 - 2017年、（内閣総理大臣（第80代）、農林水産大臣、大蔵大臣、副総理兼外務大臣、衆議院議員）
  - 孫・雄一郎（国土交通大臣、参議院議員）
  - 孫・次郎（参議院議員）
- 二男[1]
- 三男・宏[3]
- 四男・進（神津）[3]
  - 孫・神津健（衆議院議員）
- 五男・啓吾[3]

親戚
- 妻の父・神津藤平[1]（長野電鉄創業者）
- 妻の叔父・神津俶祐（理学博士、東北大学名誉教授）